# Francisco Folch Verdugo
Francisco Javier Folch Verdugo (Independencia, 1948) es un abogado, periodista y político chileno, se desempeñó como subsecretario de Justicia (1979-1981), y luego como subsecretario del Interior (1983); durante la dictadura militar del general Augusto Pinochet. Ha sido identificado como seguidor de la política gremialista de la Unión Demócrata Independiente (UDI).

## Biografía
Es hijo del médico cirujano y académico Mario Folch Angulo (1918-1997), y de María Filomena Verdugo Luengo. Estuvo casado con Silvia Couyoumdjian Bergamali, fallecida en 2002. De su matrimonio tuvo tres hijos; Francisca (profesora de inglés), Federico y Sofía (licenciada en artes visuales).
Como director del diario El Mercurio, Agustín Edwards Eastman —durante la década de 1980—, contrató a Folch como su secretario personal, haciendo equipo con Jovino Novoa y Enrique Montero Marx. En este cargo de confianza, también se ha desempeñado como editorialista y subeditor de la sección Opinión. Desde 2014 ejerce como asesor del presidente de la compañía de El Mercurio.